# Олимпийская сборная Украины по футболу
Олимпийская сборная Украины по футболу (укр. Олімпійська збірна України з футболу) — футбольная команда, представляющая Украину на летних Олимпийских играх. В заявку сборной на турнир могут включаться игроки не старше 23 лет, за исключением трёх футболистов, которые могут быть старше этого возраста. Команда подчиняется Украинской ассоциацией футбола.
Дебютным турниром для сборной стали Летние Олимпийские игры 2024 в Париже. Команду тренировал Руслан Ротань.

## История
2 июля 2023 года молодёжная сборная Украины по футболу победила в четвертьфинале чемпионата Европы сборную Франции со счётом 3:1 и впервые в своей истории квалифицировалась на футбольный турнир в рамках Олимпийских игр. Вместе со сборной Украиной на турнир попали сборные Израиля и Испании.
Свой дебютный матч провела против сборной Японии. 16 июня 2024 года, обыграв в финале сборную Кот-д’Ивуара, Олимпийская сборная Украины стала победителем Тулонского турнира.

## Состав сборной
Следующие игроки были вызваны в состав сборной для участия на Олимпийских играх 2024.
Игры и голы приведены по состоянию на 19 июня 2024 года:
| № | Позиция | Игрок               | Дата рождения / возраст   | Матчи | Голы | Клуб                |
| - | ------- | ------------------- | ------------------------- | ----- | ---- | ------------------- |
|   | Вр      | Георгий Ермаков     | 28 марта 2002 (23 года)   | 3     | -3   | Александрия         |
|   | Вр      | Кирилл Фесюн        | 7 августа 2002 (22 года)  | 3     | -4   | Шахтёр (Донецк)     |
|   | Вр      | Яков Кинарейкин     | 22 октября 2003 (21 год)  | 0     | -0   | Днепр-1             |
|   |         |                     |                           |       |      |                     |
|   | Защ     | Александр Мартынюк  | 25 ноября 2001 (23 года)  | 4     | 1    | Александрия         |
|   | Защ     | Арсений Батагов     | 5 марта 2002 (23 года)    | 4     | 0    | Заря (Луганск)      |
|   | Защ     | Евгений Павлюк      | 18 августа 2002 (22 года) | 4     | 0    | Ворскла             |
|   | Защ     | Илья Крупский       | 2 октября 2004 (20 лет)   | 4     | 0    | Ворскла             |
|   | Защ     | Владимир Салюк      | 25 июня 2002 (23 года)    | 3     | 0    | Черноморец (Одесса) |
|   | Защ     | Алексей Сыч         | 1 апреля 2001 (24 года)   | 0     | 0    | Рух (Львов)         |
|   | Защ     | Максим Таловеров    | 28 июня 2000 (25 лет)     | 0     | 0    | ЛАСК                |
|   |         |                     |                           |       |      |                     |
|   | ПЗ      | Олег Федор          | 23 июля 2004 (20 лет)     | 6     | 1    | Рух (Львов)         |
|   | ПЗ      | Кирилл Сигеев       | 16 мая 2004 (21 год)      | 6     | 0    | Шахтёр (Донецк)     |
|   | ПЗ      | Максим Хлань        | 27 января 2003 (22 года)  | 5     | 2    | Лехия (Гданьск)     |
|   | ПЗ      | Владислав Велетень  | 1 октября 2002 (22 года)  | 4     | 2    | Колос (Ковалёвка)   |
|   | ПЗ      | Валентин Рубчинский | 15 февраля 2002 (23 года) | 3     | 0    | Днепр-1             |
|   | ПЗ      | Николай Михайленко  | 22 мая 2001 (24 года)     | 2     | 1    | Динамо (Киев)       |
|   | ПЗ      | Максим Брагару      | 21 июля 2002 (22 года)    | 2     | 0    | Динамо (Киев)       |
|   | ПЗ      | Олег Очеретько      | 25 мая 2003 (22 года)     | 1     | 0    | Шахтёр (Донецк)     |
|   | ПЗ      | Артём Шулянский     | 11 апреля 2001 (24 года)  | 1     | 0    | Александрия         |
|   | ПЗ      | Дмитрий Крыськив    | 6 октября 2000 (24 года)  | 0     | 0    | Шахтёр (Донецк)     |
|   |         |                     |                           |       |      |                     |
|   | Нап     | Даниил Сикан        | 16 апреля 2001 (24 года)  | 4     | 1    | Шахтёр (Донецк)     |
|   | Нап     | Игорь Краснопир     | 1 декабря 2002 (22 года)  | 4     | 0    | Рух (Львов)         |

## Статистика выступлений
| Показатели выступлений на Олимпийских играх | Показатели выступлений на Олимпийских играх | Показатели выступлений на Олимпийских играх | Показатели выступлений на Олимпийских играх | Показатели выступлений на Олимпийских играх | Показатели выступлений на Олимпийских играх | Показатели выступлений на Олимпийских играх | Показатели выступлений на Олимпийских играх | Показатели выступлений на Олимпийских играх | Показатели выступлений на Олимпийских играх |
| Год                                         | Тренер                                      | Раунд                                       | Место                                       | М                                           | В                                           | Н                                           | П                                           | МЗ                                          | МП                                          |
| ------------------------------------------- | ------------------------------------------- | ------------------------------------------- | ------------------------------------------- | ------------------------------------------- | ------------------------------------------- | ------------------------------------------- | ------------------------------------------- | ------------------------------------------- | ------------------------------------------- |
| 1900—1992                                   | В составе сборной СССР                      | В составе сборной СССР                      | В составе сборной СССР                      | В составе сборной СССР                      | В составе сборной СССР                      | В составе сборной СССР                      | В составе сборной СССР                      | В составе сборной СССР                      | В составе сборной СССР                      |
| 1996—2020                                   | Не участвовали                              | Не участвовали                              | Не участвовали                              | Не участвовали                              | Не участвовали                              | Не участвовали                              | Не участвовали                              | Не участвовали                              | Не участвовали                              |
| 2024                                        | Руслан Ротань                               | Групповой этап                              | 9                                           | 3                                           | 1                                           | 0                                           | 2                                           | 3                                           | 5                                           |
| Итого                                       | 1/7                                         | 1/7                                         |                                             | 3                                           | 1                                           | 0                                           | 2                                           | 3                                           | 5                                           |